# 龔鼎 (天順進士)
龔鼎（1421年—？），字大器，四川成都府雙流縣人，明朝政治人物。

## 生平
天順元年（1457年）丁丑科進士。成化四年（1468年）任河南南陽府知府。

## 家族
曾祖龔友明，祖龔必文，父龔文貴，母魏氏。